# Château-Verdun
Château-Verdun (okzitanisch Castèlverdun) ist ein Ort und eine südfranzösische Gemeinde (commune) mit 41 Einwohnern (Stand 1. Januar 2022) im Département Ariège in der Region Okzitanien.

## Lage
Der Ort Château-Verdun liegt ein wenig oberhalb des Tals der Ariège in einer Höhe von etwa 550 Metern ü. d. M. am Flüsschen Aston. Ax-les-Thermes befindet sich etwa 17 Kilometer (Fahrtstrecke) in südöstlicher Richtung; die Städte Foix und Pamiers liegen etwa 27 bzw. 47 Kilometer nördlich.

## Bevölkerungsentwicklung
| Jahr      | 1962 | 1968 | 1975 | 1982 | 1990 | 1999 | 2006 | 2012 |
| Einwohner | 70   | 63   | 46   | 44   | 39   | 39   | 50   | 39   |

Im 19. Jahrhundert hatte die Gemeinde zumeist zwischen 100 und 200 Einwohner. Die Mechanisierung der Landwirtschaft führte im 20. Jahrhundert zu einem Verlust an Arbeitsplätzen und in der Folge zu einem kontinuierlichen Rückgang der Einwohnerzahlen bis auf die Tiefstwerte der letzten Jahrzehnte.

## Wirtschaft
Die Einwohner von Château-Verdun lebten jahrhundertelang als Selbstversorger von der Landwirtschaft; daneben bildeten die Forstwirtschaft sowie Handwerk und Handel wichtige Einnahmequellen.

## Geschichte
Die erste urkundliche Erwähnung des Ortsnamens stammt aus dem Jahr 1166; der Ort und seine Burg waren später Sitz einer Kastellanei der Grafen von Foix, zu der auch die benachbarten Dörfer Albiès, Aston, Aulos, Bouan, Les Cabannes, Larcat, Larnat, Le Pech, Sinsat und Verdun gehörten. Die mittelalterliche Burg wurde in der Zeit der Hugenottenkriege (1562–1598) belagert und teilweise zerstört und – wahrscheinlich auf Anordnung Richelieus – im 17. Jahrhundert endgültig dem Erdboden gleichgemacht.

## Sehenswürdigkeiten
- Von der mittelalterlichen Burg ist kaum noch etwas erhalten. Viele Steine wurden beim Bau der Häuser im Tal wiederverwendet.
- Das Château de Gudanes ist ein repräsentativer Bau aus der Mitte des 18. Jahrhunderts – der einzige im oberen Ariège-Tal; er wurde in den Jahren 1741 bis 1750 von Louis Gaspard de Salles erbaut, der zeitweise bis zu sechs Eisenschmelzen besaß und in Foix und Umgebung als ‚König der Pyrenäen‘ tituliert wurde. Es besteht aus einem mittleren Wohntrakt (Corps de Logis) und zwei seitlichen Eckpavillons; im Dachbereich befinden sich einige Lukarnenfenster. Das Schloss ist in Privatbesitz und wurde im Jahr 1994 als Monument historique anerkannt.[1]